# Carlos Quipo
Carlos Eduardo Quipo Pilataxi (ur. 17 maja 1990) – ekwadorski bokser, uczestnik igrzysk olimpijskich w Londynie i Rio de Janeiro.

## Kariera amatorska
W 2009 r. startował na mistrzostwach świata w Mediolanie, gdzie doszedł do 1/8 finału, przegrywając z Dawidem Ajrapetianem. W 2012 r. zakwalifikował się na igrzyska olimpijskie w Londynie. W pierwszej walce niespodziewanie pokonał na punkty Hiszpana Kelvina de la Nieve, a w następnej walce przegrał z Kaewem Pongprayoonem 10:16.

## Walki olimpijskie 2012 – Londyn
1. (1. runda) Pokonał  Kelvina de la Nieve (14-11)
2. (2. runda) Przegrał z  Kaewem Pongprayoonem (10-16)